# Yuding
Yuding (kinesiska: 余丁, 余丁乡) är en socken i Kina. Den ligger i den autonoma regionen Ningxia, i den nordvästra delen av landet, omkring 120 kilometer sydväst om regionhuvudstaden Yinchuan. Antalet invånare är 12 322. Befolkningen består av 6 046 kvinnor och 6 276 män. Barn under 15 år utgör 19,0 %, vuxna 15-64 år 72 %, och äldre över 65 år 7,0 %.
Genomsnittlig årsnederbörd är 335 millimeter. Den regnigaste månaden är september, med i genomsnitt 66 mm nederbörd, och den torraste är december, med 1 mm nederbörd.